# Sarcophyton (phong lan)
Sarcophyton là một chi của thực vật có hoa thuộc họ Lan, Orchidaceae. Nó có ba loài được biết đến, có nguồn gốc Đài Loan và Philippines:
- Sarcophyton crassifolium (Lindl. & Paxton) Garay - Philippines
- Sarcophyton pachyphyllum (Ames) Garay - Philippines
- Sarcophyton taiwanianum (Hayata) Garay - Đài Loan